# Пастер (фильм, 1922)
«Пастер» (фр. Pasteur) — французский немой художественный фильм, снятый Жаном Эпштейном и Жаном Бенуа-Леви в 1922 году и приуроченный к широко отмечавшемуся во Франции столетнему юбилею со дня рождения французского учёного Луи Пастера.

## Сюжет

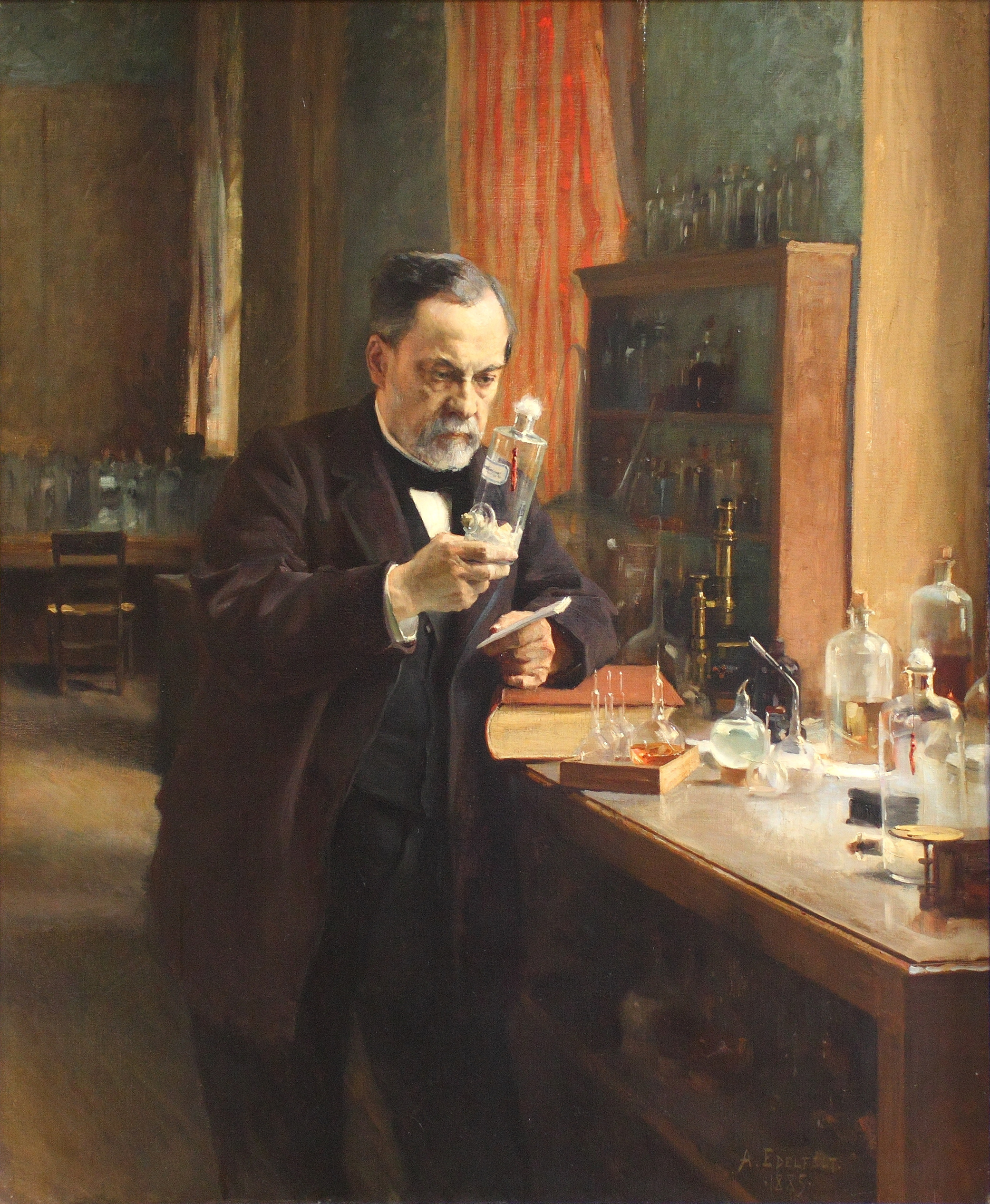
Альберт Эдельфельт. Луи Пастер в своей лаборатории, 1885. Париж, Музей Орсе

Биографический фильм посвящён жизни и научной деятельности выдающегося французского микробиолога и химика Луи Пастера. В нём хронологически представлены факты из жизни учёного начиная с детских лет и заканчивая годами, когда он приобрёл всемирную славу, сумев побороть многие болезни растений, животных и людей. Значительное место уделяется истории открытия им методов борьбы с бешенством и эпизоду, связанному с лечением Жозефа Мейстера — первого человека, спасённого от бешенства.

## В ролях
| Актёр        | Роль                               |
| ------------ | ---------------------------------- |
| Шарль Моннье | Луи Пастер                         |
| Робер Турнёр | Жан-Жозеф Пастер, отец Луи Пастера |
| Морис Тузе   | Пастер в детстве                   |
| Жан Розена   | Жозеф Мейстер                      |
| Поль Жорж    |                                    |

## Создание
Кульминацией в создании «культа Пастера» во Франции стали мероприятия, приуроченные к его столетию в 1922 году; они проводились в масштабах всей страны и привлекли внимание всего мира. Представители министерства образования, заказывая фильм об учёном, прежде всего ставили перед его создателями задачу прославить Пастера в двух ипостасях — как научного гения и как высоконравственного и добродетельного человека, поставившего интересы людей и науки выше своих собственных (что отражало официальную точку зрения при создании «культа Пастера»).
Фильм было поручено снять критику и теоретику кино, начинающему режиссёру, Жану Эпштейну (это была его первая картина в качестве режиссёра). Эпштейн не понаслышке был знаком с медициной, так как с 1916 года учился в медицинском институте в Лионе. В этот период его увлечение наукой идёт параллельно нарастающему интересу к литературе, искусству и, в том числе, кино. В июле 1921 года Эпштейн покидает Лион и переезжает в Париж, где становится ассистентом у Луи Деллюка. Он также работает в издательстве «Эдисьон де ла сирэн» (фр. Éditions de la Sirène), что позволяет Эпштейну выпустить две книги о кинематографе: «Здравствуй, кино» и «Лирософия». Благодаря этим работам Эпштейн получает известность в кинематографических кругах и предложение поставить художественный фильм о Пастере.
Следует отметить, что самостоятельно Эпштейну фильм снимать всё-таки не доверили и работа над ним велась под художественным руководством более опытного кинематографиста Жана Бенуа-Леви, у которого он ранее работал ассистентом (в титрах Бенуа-Леви указан как сорежиссёр).
Во Франции существенную роль в закреплении славы Пастера сыграла апологетическая биография «Жизнь Пастера» (La vie de Pasteur) его зятя Рене Валлери-Радо, которая является и его первой биографией: впервые она была опубликована в 1900 году и впоследствии переведена на многие языки мира. Сценарий фильма был написан писателем Эдмоном Эпардо (фр. Edmond Épardaud, 1882—1941) по этой книге Валлери-Радо и под его же общим наблюдением.
Съёмки фильма шли параллельно в студии Жуанвиля (фр. Studios de Joinville) и в лаборатории Института Пастера, где были тщательно воспроизведены опыты Пастера и его сотрудников. Многолетний ассистент французского микробиолога Эмиль Ру лично интересовался этой частью фильма, передав в распоряжение съёмочной группы те самые приборы, которыми ранее пользовался учёный и его сотрудники.

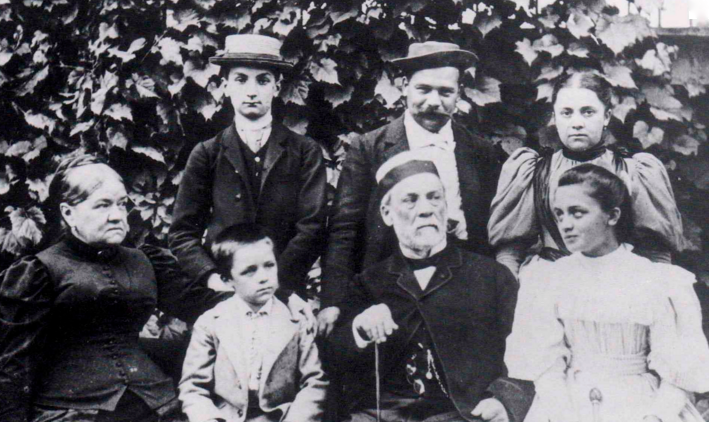
Семейство Пастеров в 1892 году. Позади учёного стоит его зять и биограф Рене Валлери-Радо

Семья Пастера внимательно следила за работой над фильмом, стремясь увековечить заслуги их прославленного родственника и не допустить вульгаризации его деятельности. Как вспоминал киновед и историк кино Жорж Садуль, один из родственников Пастера на частном просмотре фильма, организованном для членов семьи, возмутился тем, что в одной из сцен учёный появлялся без пиджака, что, по его мнению, выглядит неприлично:
Режиссёр объяснил, что съёмки уже закончены и теперь ничего невозможно изменить, на что потомок учёного возразил: «Да что вы! Вон его пиджак висит на стене. Вам стоит только сказать актёру, чтобы он его надел».
По мнению Садуля, актёр Шарль Моннье, исполнявший главную роль, был великолепен и хорошо загримирован, удачно и мастерски воплотив на экране роль учёного, и даже члены семьи Пастера согласились признать (за исключением сцены, где Пастер был показан без пиджака), что их взволновало его удивительное сходство с их предком.
Премьера картины прошла в Сорбонне 27 декабря 1922 года в день столетия Пастера на показе, предназначенном для международных делегаций.

## Оценки
Как указывает Жорж Садуль, этот «полнометражный полунаучный фильм», несмотря на то, что был предназначен для официальной пропаганды, является «по-настоящему биографическим, без выдуманных романтических прикрас коммерческого кино». Историческая обстановка воссоздаётся иногда очень удачно, а научная часть содержит прекрасные изображения (к примеру, пробирок, в которых проводятся опыты), приближающиеся по своей поэтике к «чистому кино», о котором уже мечтал и писал Эпштейн. Кроме того, по мнению историка кино: «Этому фильму можно поставить в заслугу, что он способствовал созданию нового жанра, сочетая выдуманные сцены с чисто документальными эпизодами, например с прекрасными снимками, показанными под микроскопом».
Благодаря реалистичности, достоверности передачи научной деятельности Пастера и наличию эпизодов, имеющих документальный характер, этот фильм зачастую даже относят не только к художественным, но и к документальным (полудокументальным). Так, тот же Садуль в своей «Истории киноискусства» называет фильм «полудокументальным», в котором некоторые сцены «по своей пластической точности не уступали лучшим художественным фильмам».